# ФК «Рома» в сезоні 1934—1935
ФК «Рома» в сезоні 1934—1935 — сезон італійського футбольного клубу «Рома».

## Склад
| № | Поз. | Нац.      | Гравець            |
| - | ---- | --------- | ------------------ |
|   | ВР   | Італія    | Гвідо Мазетті      |
|   | ВР   | Італія    | Джованні Дзукка    |
|   | ЗХ   | Аргентина | Роберто Аллеманді  |
|   | ЗХ   | Італія    | Ренато Бодіні      |
|   | ЗХ   | Італія    | Назарено Челестіні |
|   | ЗХ   | Італія    | Андреа Гадальді    |
|   | ЗХ   | Італія    | Джуліо Лібераті    |
|   | ПЗ   | Італія    | Фульвіо Бернардіні |
|   | ПЗ   | Італія    | Еварісто Фрізоні   |
|   | ПЗ   | Італія    | Антоніо Фуско      |
|   | ПЗ   | Італія    | Балілла Ломбарді   |

| № | Поз. | Нац.   | Гравець               |
| - | ---- | ------ | --------------------- |
|   | ПЗ   | Італія | Паоло Петруккі        |
|   | ПЗ   | Італія | Франко Скарамеллі     |
|   | ПЗ   | Італія | Алехандро Скопеллі () |
|   | ПЗ   | Італія | Андрес Станьяро ()    |
|   | ПЗ   | Італія | Ернесто Томазі        |
|   | НП   | Італія | Фернандо Беладонна    |
|   | НП   | Італія | Раффаеле Костантіно   |
|   | НП   | Італія | Фернандо Еусебіо      |
|   | НП   | Італія | Енріке Гвайта ()      |
|   | НП   | Італія | Маріо Маркеджані      |

## Серія A

### Підсумкова турнірна таблиця
|                                          |     | Турнірна таблиця 1934-1935 | О  | І  | В  | Н  | П  | М+ | М- |
| ---------------------------------------- | --- | -------------------------- | -- | -- | -- | -- | -- | -- | -- |
| Чемпіон Італії · Вийшов до Кубка Мітропи | 1.  | «Ювентус»                  | 44 | 30 | 18 | 8  | 4  | 45 | 22 |
| Вийшов до Кубка Мітропи                  | 2.  | «Амброзіана-Інтер»         | 42 | 30 | 15 | 12 | 3  | 58 | 24 |
| Вийшов до Кубка Мітропи                  | 3.  | «Фіорентина»               | 39 | 30 | 15 | 9  | 6  | 39 | 23 |
| Вийшов до Кубка Мітропи                  | 4.  | «Рома»                     | 35 | 30 | 14 | 7  | 9  | 63 | 38 |
|                                          | 5.  | «Лаціо»                    | 32 | 30 | 13 | 6  | 11 | 55 | 46 |
|                                          | 6.  | «Болонья»                  | 30 | 30 | 11 | 8  | 11 | 46 | 34 |
|                                          | 7.  | «Наполі»                   | 29 | 30 | 10 | 9  | 11 | 39 | 38 |
|                                          | 8.  | «Алессандрія»              | 29 | 30 | 12 | 5  | 13 | 44 | 48 |
|                                          | 9.  | «Палермо»                  | 29 | 30 | 9  | 11 | 10 | 27 | 34 |
|                                          | 10. | «Мілан»                    | 27 | 30 | 8  | 11 | 11 | 36 | 38 |
|                                          | 11. | «Трієстина»                | 27 | 30 | 11 | 5  | 14 | 33 | 44 |
|                                          | 12. | «Брешія»                   | 27 | 30 | 10 | 7  | 13 | 29 | 45 |
|                                          | 13. | «Самп'єрдаренезе»          | 26 | 30 | 9  | 8  | 13 | 29 | 42 |
|                                          | 14. | «Торіно»                   | 25 | 30 | 8  | 9  | 13 | 37 | 45 |
| Вибув до Серії B                         | 15. | «Ліворно»                  | 24 | 30 | 8  | 8  | 14 | 28 | 54 |
| Вибув до Серії B                         | 16. | «Про Верчеллі»             | 15 | 30 | 5  | 5  | 20 | 21 | 54 |

### Матчі
| 30 вересня 1934 15:30 CEST 1 тур |

| «Фіорентіна»                                | 4:1      | «Рома»     |
| ------------------------------------------- | -------- | ---------- |
| Пераццоло 4' Грінга 20', 83' Скальйотті 58' | Протокол | 67' Гвайта |

| Стадіо Джованні Берта, Флоренція Арбітр: Скорцоні |

| 7 жовтня 1934 15:00 CEST 2 тур |

| «Рома»                                      | 4:0      | «Брешія» |
| ------------------------------------------- | -------- | -------- |
| Скопеллі 14' Костантіно 44' Гвайта 56', 60' | Протокол |          |

| Кампо Тестаччо Арбітр: Анджело Джанеллі |

| 14 жовтня 1934 15:00 CEST 3 тур |

| «Наполі»                                   | 3:2      | «Рома»                      |
| ------------------------------------------ | -------- | --------------------------- |
| П.Ферраріс (II) 12' Глові 53' Россетті 55' | Протокол | 38' Скопеллі 69' Скарамеллі |

| Джорджо Аскареллі, Неаполь Арбітр: Турбіані |

| 21 жовтня 1934 15:00 CEST 4 тур |

| «Рома»                  | 2:0      | «Самп’єрдаренезе» |
| ----------------------- | -------- | ----------------- |
| Гвайта 50' Скопеллі 73' | Протокол |                   |

| Кампо Тестаччо Арбітр: Мастелларі |

| 4 листопада 1934 5 тур |

| «Торіно»       | 2:3      | «Рома»              |
| -------------- | -------- | ------------------- |
| Сілано 1', 70' | Протокол | 7', 30', 41' Гвайта |

| Філадельфія, Турин Арбітр: Нерео Бертолі |

| 14 листопада 1934 14:30 CET 6 тур |

| «Рома»            | 1:1      | «Лаціо»          |
| ----------------- | -------- | ---------------- |
| Гвайта 58' (пен.) | Протокол | 68' (пен.) Піола |

| Кампо Тестаччо Арбітр: Скорцоні |

| 25 листопада 1934 14:30 CET 7 тур |

| «Амброзіана-Інтер» | 0:1      | «Рома»     |
| ------------------ | -------- | ---------- |
|                    | Протокол | 46' Гвайта |

| Арена Чівіка Арбітр: Феруччіо Бонівенто |

| 2 грудня 1934 14:30 CET 8 тур |

| «Рома»                                       | 5:1      | «Ліворно»  |
| -------------------------------------------- | -------- | ---------- |
| Фуско 9' Гвайта 10', 48', 66' Бернардіні 39' | Протокол | 86' Аркарі |

| Кампо Тестаччо Арбітр: Скарпі |

| 16 грудня 1934 14:30 CET 9 тур |

| «Трієстіна» | 0:2      | «Рома»                 |
| ----------- | -------- | ---------------------- |
|             | Протокол | 15' Фуско 73' Скопеллі |

| Літторіо, Трієст Арбітр: Маріо Чамберліні |

| 23 грудня 1934 14:30 CET 10 тур |

| «Рома»         | 1:1      | «Болонья»   |
| -------------- | -------- | ----------- |
| Бернардіні 15' | Протокол | 62' Ск'явіо |

| Кампо Тестаччо Арбітр: Умберто Левреро |

| 6 січня 1935 14:30 CET 11 тур |

| «Алессандрія» | 1:6      | «Рома»                                                              |
| ------------- | -------- | ------------------------------------------------------------------- |
| Гастальді 20' | Протокол | 16' Костантіно 48' Скопеллі 49', 55', 59' Гвайта 68' (пен.) Фрізоні |

| Кампо Дель Літторіо, Алессандрія Арбітр: Мастелларі |

| 13 січня 1935 14:30 CET 12 тур |

| «Рома»         | 1:2      | «Ювентус»         |
| -------------- | -------- | ----------------- |
| Скарамеллі 30' | Протокол | 59', 82' Ф.Борель |

| Кампо Тестаччо Арбітр: Маріо Чамберліні |

| 20 січня 1935 14:30 CET 13 тур |

| «Палермо»   | 1:0      | «Рома» |
| ----------- | -------- | ------ |
| Палумбо 12' | Протокол |        |

| Кампо дель Літторіо, Палермо Арбітр: Кайроні |

| 27 січня 1935 14:30 CET 14 тур |

| «Мілан»                           | 4:4      | «Рома»                                     |
| --------------------------------- | -------- | ------------------------------------------ |
| Моретті 12', 35', 67' Д.Россі 50' | Протокол | 48', 72' Фрізоні 51' Скарамеллі 86' Гвайта |

| Сан-Сіро, Мілан Арбітр: Скорцоні |

| 3 лютого 1935 14:30 CET 15 тур |

| «Рома»                                 | 3:2      | «Про Верчеллі»           |
| -------------------------------------- | -------- | ------------------------ |
| Костантіно 17' Гвайта 30' Скопеллі 83' | Протокол | 9' Дегара 62' Романьйоло |

| Кампо Тестаччо Арбітр: Турбіані |

| 10 лютого 1935 15:00 CET 16 тур |

| «Рома» | 0:0      | «Фіорентіна» |
| ------ | -------- | ------------ |
|        | Протокол |              |

| Кампо Тестаччо Арбітр: Ф.Маттеа |

| 24 лютого 1935 17 тур |

| «Брешія»               | 2:1      | «Рома»            |
| ---------------------- | -------- | ----------------- |
| К’єккі 20' Валенті 84' | Протокол | 71' (пен.) Гвайта |

| Піаве Арбітр: Мастелларі |

| 3 березня 1935 15:00 CET 18 тур |

| «Рома»                              | 4:0      | «Наполі» |
| ----------------------------------- | -------- | -------- |
| Гвайта 12', 83', 86' Скарамеллі 20' | Протокол |          |

| Кампо Тестаччо Арбітр: Ф.Маттеа |

| 10 березня 1935 15:00 CET 19 тур |

| «Самп’єрдаренезе» | 1:0      | «Рома» |
| ----------------- | -------- | ------ |
| Каппелліні 7'     | Протокол |        |

| Стадіо Дель Літторіо, Генуя Арбітр: Скорцоні |

| 17 березня 1935 15:00 CET 20 тур |

| «Рома»               | 2:1      | «Торіно» |
| -------------------- | -------- | -------- |
| Фуско 82' Гвайта 90' | Протокол | 31' Бо   |

| Кампо Тестаччо Арбітр: Сільвіо Пазінато |

| 31 березня 1935 15:00 CET 21 тур |

| «Лаціо» | 0:0      | «Рома» |
| ------- | -------- | ------ |
|         | Протокол |        |

| Стадіо Націонале Арбітр: Маріо Скотто |

| 7 квітня 1935 15:00 CEST 22 тур |

| «Рома»                      | 3:4      | «Амброзіана-Інтер»                                 |
| --------------------------- | -------- | -------------------------------------------------- |
| Гвайта 1' Скопеллі 25', 71' | Протокол | 24' (пен.) Агостео 61', 78' Девінченці 76' Демарія |

| Кампо Тестаччо Арбітр: Анджело Джанеллі |

| 14 квітня 1935 15:00 CEST 23 тур |

| «Ліворно»    | 1:1      | «Рома»     |
| ------------ | -------- | ---------- |
| А.Аркарі 24' | Протокол | 85' Томазі |

| Едда Сіано Муссоліні Арбітр: Ф.Маттеа |

| 21 квітня 1935 15:00 CEST 24 тур |

| «Рома»         | 1:2      | «Трієстіна»            |
| -------------- | -------- | ---------------------- |
| Бернардіні 64' | Протокол | 45' Рокко 56' Пазінаті |

| Кампо Тестаччо Арбітр: Джованні Гонані |

| 28 квітня 1935 15:00 CEST 25 тур |

| «Болонья»  | 1:1      | «Рома»         |
| ---------- | -------- | -------------- |
| Ск'явіо 4' | Протокол | 85' Скарамеллі |

| Стадіо Літторале Арбітр: Барлассіна |

| 5 травня 1935 26 тур |

| «Рома»                                 | 3:0 | «Алессандрія» |
| -------------------------------------- | --- | ------------- |
| Гвайта 32' Скопеллі 80' Костантіно 88' |     |               |

| Кампо Тестаччо Арбітр: Скарпі |

| 12 травня 1935 15:00 CEST 27 тур |

| «Ювентус»                | 2:1      | «Рома»     |
| ------------------------ | -------- | ---------- |
| Варльєн 28' Ф.Борель 69' | Протокол | 81' Бодіні |

| Беніто Муссоліні, Турин Арбітр: Маріо Скотто |

| 19 травня 1935 15:00 CEST 28 тур |

| «Рома»                                              | 5:1      | «Палермо»      |
| --------------------------------------------------- | -------- | -------------- |
| Гвайта 17', 40' (пен.) Скопеллі 46', 59' Томазі 70' | Протокол | 90' Кастеллані |

| Кампо Тестаччо Арбітр: Скарпі |

| 26 травня 1935 14:30 CEST 29 тур |

| «Рома»         | 1:0      | «Мілан» |
| -------------- | -------- | ------- |
| Скарамеллі 65' | Протокол |         |

| Кампо Тестаччо Арбітр: Джакомо Бертоліо |

| 2 червня 1935 30 тур |

| «Про Верчеллі» | 1:4      | «Рома»                          |
| -------------- | -------- | ------------------------------- |
| Барберіс 85'   | Протокол | 22', 83' Гвайта 59', 84' Томазі |

| Стадіо Леоніда Роббіано, Верчеллі Арбітр: Джорджо Моретті |

## Статистика гравців
Desunte dalle edizioni cartacee dei giornali dell'epoca.
| №. | Поз. | Нац.   | Гравець             | Всього | Всього | Чемпіонат Італії | Чемпіонат Італії |
| №. | Поз. | Нац.   | Гравець             | Ігор   | Голів  | Ігор             | Голів            |
| -- | ---- | ------ | ------------------- | ------ | ------ | ---------------- | ---------------- |
|    |      | Італія | Гвідо Мазетті       | 29     | -36    | 29               | -36              |
|    |      | Італія | Джованні Дзукка     | 1      | -2     | 1                | -2               |
|    |      | Італія | Роберто Аллеманді   | 5      | 0      | 5                | 0                |
|    |      | Італія | Ренато Бодіні       | 24     | 1      | 24               | 1                |
|    |      | Італія | Назарено Челестіні  | 1      | 0      | 1                | 0                |
|    |      | Італія | Андреа Гадальді     | 30     | 0      | 30               | 0                |
|    |      | Італія | Дьюліо Лібораті     | 0      | 0      | 0                | 0                |
|    |      | Італія | Фульвіо Бернардіні  | 27     | 3      | 27               | 3                |
|    |      | Італія | Еварісто Фрізоні    | 27     | 3      | 27               | 3                |
|    |      | Італія | Антоніо Фуско       | 25     | 2      | 25               | 2                |
|    |      | Італія | Балілла Ломбарді    | 5      | 0      | 5                | 0                |
|    |      | Італія | Паоло Патруччі      | 2      | 0      | 2                | 0                |
|    |      | Італія | Франко Скарамеллі   | 30     | 6      | 30               | 6                |
|    |      | Італія | Алехандро Скопеллі  | 29     | 10     | 29               | 10               |
|    |      | Італія | Андрес Станьяро     | 1      | 0      | 1                | 0                |
|    |      | Італія | Ернесто Томазі      | 30     | 4      | 30               | 4                |
|    |      | Італія | Фернандо Беладонна  | 0      | 0      | 0                | 0                |
|    |      | Італія | Раффаеле Костантіно | 29     | 4      | 29               | 4                |
|    |      | Італія | Фернандо Еусебіо    | 5      | 0      | 5                | 0                |
|    |      | Італія | Енріке Гвайта       | 29     | 28     | 29               | 28               |
|    |      | Італія | Маріо Маркеджані    | 1      | 0      | 1                | 0                |